# 허진 (바둑 기사)
허진(許進, 1991년 3월 26일 ~ )은 대한민국의 바둑 기사이다.

## 약력
7세 때 바둑에 입문했고 양천대일바둑도장에서 옥득진 사범에게 바둑을 배웠다. 제4회 이창호배에서 준우승한 기록이 있으며 기풍은 실리형이다. 2001년부터 한국기원 연구생 생활을 거쳐 2009년 제120회 입단대회를 통해 입단했다.
2010년 제1회 페어바둑 월드컵에 참가하여 박소현과 함께 4위를 차지했다. 2011년 2단을 거쳐, 2011년 제7기 원익배 십단전 본선에 진출했다. 2014년 2월에 3단으로 승단하였다. 2018년 4단을 거쳐 2021년에 5단으로 승단했다.